# Nuraminis
Nuraminis (en sardo: Nuràminis) es un municipio de Italia de 2822 habitantes en la provincia de Cerdeña del Sur, región de Cerdeña. Está situado a 25 km al noroeste de Cagliari.

## Economía
La actividad económica principal es la agricultura, en particular el cultivo de cereal.

## Lugares de interés

### Religiosos
- Iglesia parroquial de San Pietro, de estilo gótico-aragonés.
- Iglesia de San Vito, en la fracción de Villagreca.

### Arqueológicos
- Sitio arqueológico nurágico de Santa Maria, donde se halla un pozo sacro.
- Cabaña megalítica de Sa Corona.

## Evolución demográfica
| Gráfica de evolución demográfica de Nuraminis entre 1861 y 2001 |
|                                                                 |
| Fuente ISTAT - Elaboración gráfica de Wikipedia                 |